# Јозо Шуран
Јозо Јоже Шуран (Шурани, код Пореча, 5. април 1890 — близина Вишњана, мај 1944), учесник Народноослободилачке борбе и народни херој Југославије.

## Биографија
Родио се 5. априла 1890. године у селу Шурани код Пореча, Истра. Као познатог симпатизера прохрватске Народне странке, фашисти су га од 1930. године стално малтеритрали и злостављали.
Прве вести о Народноослободилачкој борби, која се водила против фашистичких окупатора с ону страну Учке, у Хрватском приморју и Горском котару, допрле су до Јоже средином 1942. године. Као патриота и познати антифашиста, уживао је углед и поштовање у целој Порештини, па је секретар Месног комитета КПХ Ријеке, Марио Шпилер, приликом боравка у Истри, упућен да успостави везу с њим. Крајем 1942. године, Јоже Шуран ступио је у везу с руководиоцима Народноослободилачког покрета у Истри. У близини пута Трст-Пула, недалеко од села Рапавела, састао се, 15. децембра 1942. године, с Антом Дрндићем, и изразио жељу да ступи у редове КПХ. Од тада је био активни учесник Народноослободилачког покрета.
Ширио је илегалну штампу на Порештини, растурао летке у Поречу, набављао оружје, одећу, храну и упућивао на договорене пунктове. Крајем јануара 1943. године, организовао је састанак истакнутих сарадника НОП-а Порештине с Антом Дрндићем, код Рапавелске локве. Резултат овог састанка било је нагло ширење НОП-а у Порештини. У НОП су се тада укључивале нове групе активиста, стварале се прве симпатизерске групе КПХ и органи народне власти. Јоже Шуран окупљао је сараднике НОП-а и с њима изводио низ акција уништавања електричних водова и рушења телефонских ступова. Априла 1943. године постао је члан симпатизерске групе КПХ, основане код села Фабци. Непуних месец дана касније, постао је члан КПХ, затим секретар партијске организације у селу Смолници и председник сеоског Народноослободилачког одбора.
Ускоро је морао да пређе у илегалност, јер су италијански фашисти открили његову активност. На вест о капитулацији Италије, организовао је групу устаника, с којом је 11. септембра 1943. разоружао посаду у Вишњану. Затим се придружио устаницима који су кренули на Тињан и ослободили га. Није присуствовао састанку Окружног НОО-а за Истру, 13. септембра 1943, јер је после ослобођења Пореча и сукоба с нацистима, на раскршћу пута код Тићана, сматрао да мора остати уз народ Порештине. После немачке офанзиве на слободну територију Истре, почетком октобра 1943. године, Јоже Журан је био активан и познат у целој Порештини и Тињанштини.
Када је, почетком 1944. године, извршена реорганизација Привременог покрајинског НОО-а за Истру и његово преименовање у Обласни НОО за Истру, Јоже Шуран је био изабран за председника Котарског НОО-а Тињан. Као председник Котарског НОО-а, обилазио је Тињанштину и помагао активистима НОП-а на терену. Приликом једног таквог обиласка, пао је у руке фашиста. Испитивали су га и мучили, али ништа нису сазнали о базама и сарадницима НОП-а. Накрају су га обесили крај Вишњана, маја 1944. године.
Указом Президијума Народне скупштине Федеративне Народне Републике Југославије, 20. децембра 1951. године, проглашен је за народног хероја.